# 건국기념의 날

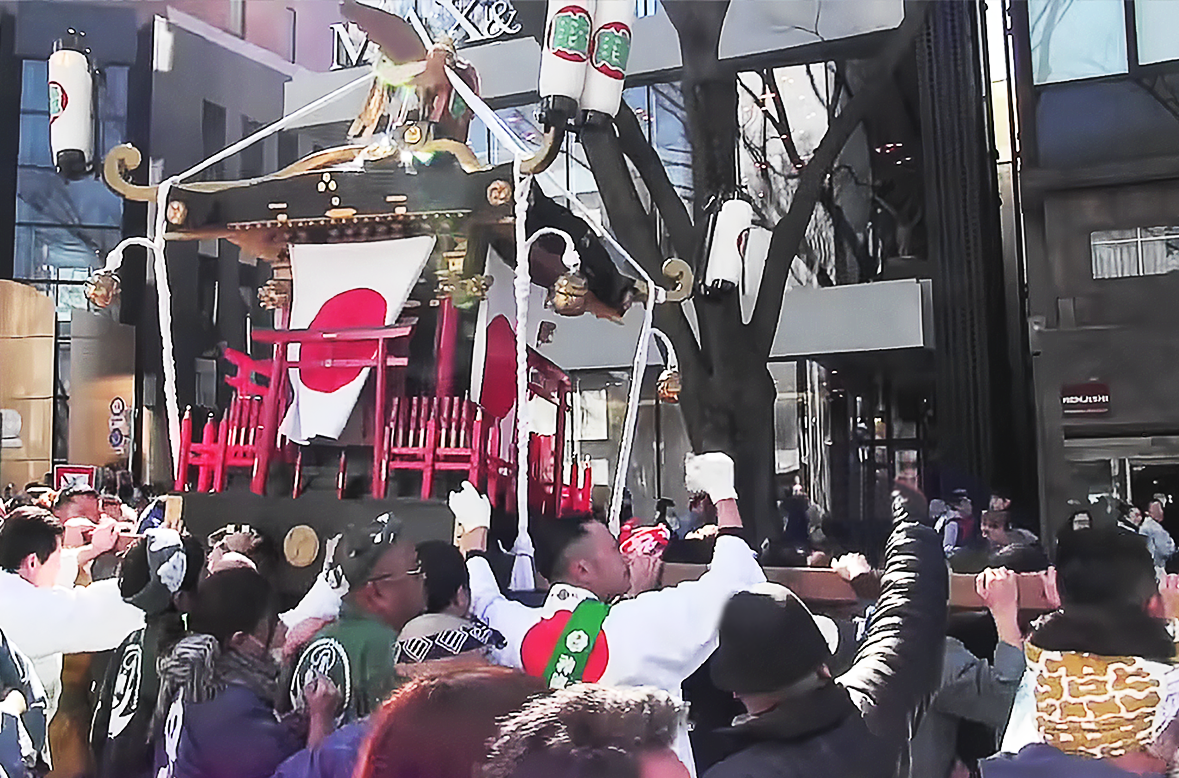

건국기념의 날(일본어: 建国記念の日 켄코쿠키넨노히[*])은 일본의 공휴일 중 하나로 날짜는 매년 2월 11일이다.

## 개요
공휴일에 관한 법률 제2조에서는 이 날의 취지에 대해 '건국을 기념하며, 나라를 사랑하는 마음을 기른다.'고 규정하고 있다. 1966년의 법률 개정에 의해 공휴일에 추가되고 다음 해인 1967년 2월 11일부터 적용되었다.
다른 공휴일은 공휴일법에 날짜가 지정되어 있는 데 비해, 이 날만은 ‘정령(政令)이 정하는 날’이라 규정하고 있다. 이 규정을 바탕으로, 제1차 사토내각이 건국기념일의 날짜를 정하는 정령(1966년 정령 제376호)를 정해, ‘건국기념일은 2월 12일’로 하였다. 2월 11일이라는 날짜는, 메이지 시대 초기에 정해져 1948년에 폐지된 기원절(紀元節)과 같다. 기원절의 날짜는 《일본서기》의 진무 천황이 즉위한 날(신유년 봄 정월 경진 그믐)에서 유래한다.
이 날에는 건국기념일을 축하하는 각종 행사나 집회가 열리고, 이 날에 대해 반대하는 집회도 각지에서 열린다. 또한 각지의 신사 사원에서는 ‘건국제(建国祭)’ 등의 축제가 거행된다.

## 연혁
‘건국기념일’인 2월 11일은 과거의 축제 혹은 제일 중 하나인 기원절이었다. 기원절은 《일본서기》에서 전하는 초대 일본 천황인 진무 천황이 즉위한 날로, 1872년에 제정되었다. 이 날은 1948년에 제정된 ‘공휴일에 관한 법률’ 부칙 2항에서 ‘휴일에 관한 건(休日ニ關スル件)’(1927년 칙령 제25호)가 폐지됨에 따라 폐지되었다.
기원절 부활을 위한 움직임은 1951년경부터 시작하여 1957년 2월 13일에는 자유민주당의 중의원 의원들에 의한 의원 입법으로서 ‘건국기념일’ 제정에 관한 법안이 제출되었다. 그러나 당시 야당 제1당인 일본사회당이 ‘건국기념일’의 제정을 “진무 천황 즉위의 연월은 역사상 과학적으로 근거가 부족하며, 향후 학문적인 검토를 기다리고 결정해야 하는 것이 아닌가”, “과거에 진무동정(神武東征) 이야기가 만주사변, 대동아전쟁에 이용되어 편협한 충군 애국 교육에도 이용되어 일본의 앞길을 그르친 것은 아닌가” 하며 반대하여 중의원에서는 가결되었으나, 참의원에서는 폐기되었다.
그 뒤 ‘건국기념일’의 제정을 정하는 법안은 9번 제출과 폐기를 반복하지만 이루어지지 않았다. 결국 명칭에 ‘の’를 삽입한 ‘건국기념의 날(建国記念の日)’로 “건국된 사건 그 자체를 기념하는 날”로 해석할 수 있도록 하고, 구체적인 날짜의 결정에 대해서는 각계의 지식인으로 조직된 심의회에 자문을 구하고 수정, 타협을 거쳐 1966년 6월 25일 ‘건국기념일’을 정하는 개정 법안이 제정되었다.
개정 법안에서는 ‘건국기념일 정령으로 정하는 날로 건국을 기념하며, 나라를 사랑하는 마음을 기른다.’고 정하고, 부칙 3항은 ‘총리는 개정 후 제2조에서 규정하는 건국기념일을 정하는 정령의 제정의 압안을 하려는 때에는 건국기념일 심의회에 자문하고, 그 답신을 존중해야 한다.’고 정했다. 건국기념일 심의회는 학식 경험자 등으로 구성되어, 일본 총리부에 설치되었다. 약 반년의 심의를 거쳐, 위원 9명 중 7명의 찬성으로 ‘건국기념일’의 날짜를 ‘2월 11일’로 하는 답신이 1966년 12월 8일에 제출되었다. 이 날, 사토내각은 ‘건국기념일은 2월 11일로 한다.’는 ‘건국기념일의 날짜를 정하는 정령’(1966년) 정령 제376호)를 정하여 공포하고 즉시 시행하였다.

## 건국기념일 심의회
- 총리부 부속 기관으로 1966년 7월 11일에 발족하여 같은 해 12월 15일에 폐지 (위원정수 10인 이내)
- 같은 해 7월 28 ~ 12월 8일 동안 9번의 회의를 개최하여 12월 9일 날짜로 내각총리대신 앞으로 ‘2월 11일’로 한다는 답신(개별의견부기)
- 제5회 회의는 ‘건국기념일에 관한 공청회’로서 같은 해 10월 24일, 센다이시, 도쿄, 오사카시, 히로시마시에서 동시 개최 (위원 2명씩 참가)
- 답신에는 회장・회장대리에 관계없이 위원이 오십음 순으로 나열됨

## 논쟁
1950년대 중반부터 '건국기념일'에 관한 논의가 계속되는 가운데, 사학회(역사학 회의)에서 학회원인 미카사노미야 타카히토신노(三笠宮崇仁親王)는 이 모임의 이사장인 사카모토 타로(坂本太郎)에 대해, '건국기념일'의 제정에 반대하는 결의를 해야 한다고 주장했다. 하지만 사카모토는 '사학회는 학술 단체이므로 정치적 결의를 하는 것은 옳지 못하다'고 하였다. 이런 처사에 분개한 미카사노미야는 학회를 탈퇴하고 '이사장의 독재를 비판한다'고 하여 사카모토는 여론과 언론으로부터 비판을 받았다. 이에 대해 일부 국수주의자는 미카사노미야가 반대 결의를 하려고 했다는 것을 알게 되어, 1959년에 열린 '기원절 봉축 건국제대회'에 참가한 우익 구서성원이 궁저에 난입하는 사건이 일어났다.

## 1966년 이후의 건국기념일 목록
- 일요일：1968년, 1973년, 1979년, 1990년, 1996년, 2001년, 2007년, 2018년, 2024년, 2029년, 2035년
- 월요일：1974년, 1980년, 1985년, 1991년, 2002년, 2008년, 2013년, 2019년, 2030년, 2036년
- 화요일：1969년, 1975년, 1986년, 1992년, 1997년, 2003년, 2014년, 2020년, 2025년, 2031년
- 수요일：1970년, 1976년, 1981년, 1987년, 1998년, 2004년, 2009년, 2015년, 2026년, 2032년, 2037년
- 목요일：1971년, 1982년, 1988년, 1993년, 1999년, 2010년, 2016년, 2021년, 2027년, 2038년
- 금요일：1972년, 1977년, 1983년, 1994년, 2000년, 2005년, 2011년, 2022년, 2028년, 2033년, 2039년
- 토요일：1967년, 1978년, 1984년, 1989년, 1995년, 2006년, 2012년, 2017년, 2023년, 2034년, 2040년

## 같이 보기
- 건국기념일
- 일본 제국 헌법